# Chiara Zocchi
 (mai 2019).
Si vous disposez d'ouvrages ou d'articles de référence ou si vous connaissez des sites web de qualité traitant du thème abordé ici, merci de compléter l'article en donnant les références utiles à sa vérifiabilité et en les liant à la section « Notes et références ».
Pour les articles homonymes, voir Zocchi.
Chiara Zocchi, née le 25 mars 1977 à Varèse en Lombardie, est une romancière et journaliste italienne.

## Biographie
En 1996, elle publie à l'âge de dix-neuf ans son premier roman, Olga. En 2005, elle signe un deuxième titre, Volare (Tre voli).
Comme journaliste, elle a collaboré avec les magazines et journaux Rolling Stone, GQ, Grazia, D - la Repubblica delle donne (it), Avvenire, Corriere della Sera et Max.
En 2013, elle collabore avec le compositeur Goran Bregović et écrit avec lui l'hymne des championnats du monde de ski nordique 2013.

## Œuvre

### Romans
- Olga (Garzanti, 1996) Publié en français sous le titre Olga, traduction de Françoise Brun, Paris, Payot & Rivages, 2001, réédition, Paris, Payot & Rivages, Rivages poche, coll. « Bibliothèque étrangère », 2003.
- Tre voli (Garzanti, 2005) Publié en français sous le titre Volare, traduction de Laurent Lombard, Paris, éditions Léo Scheer, 2007.